# 策誠軒

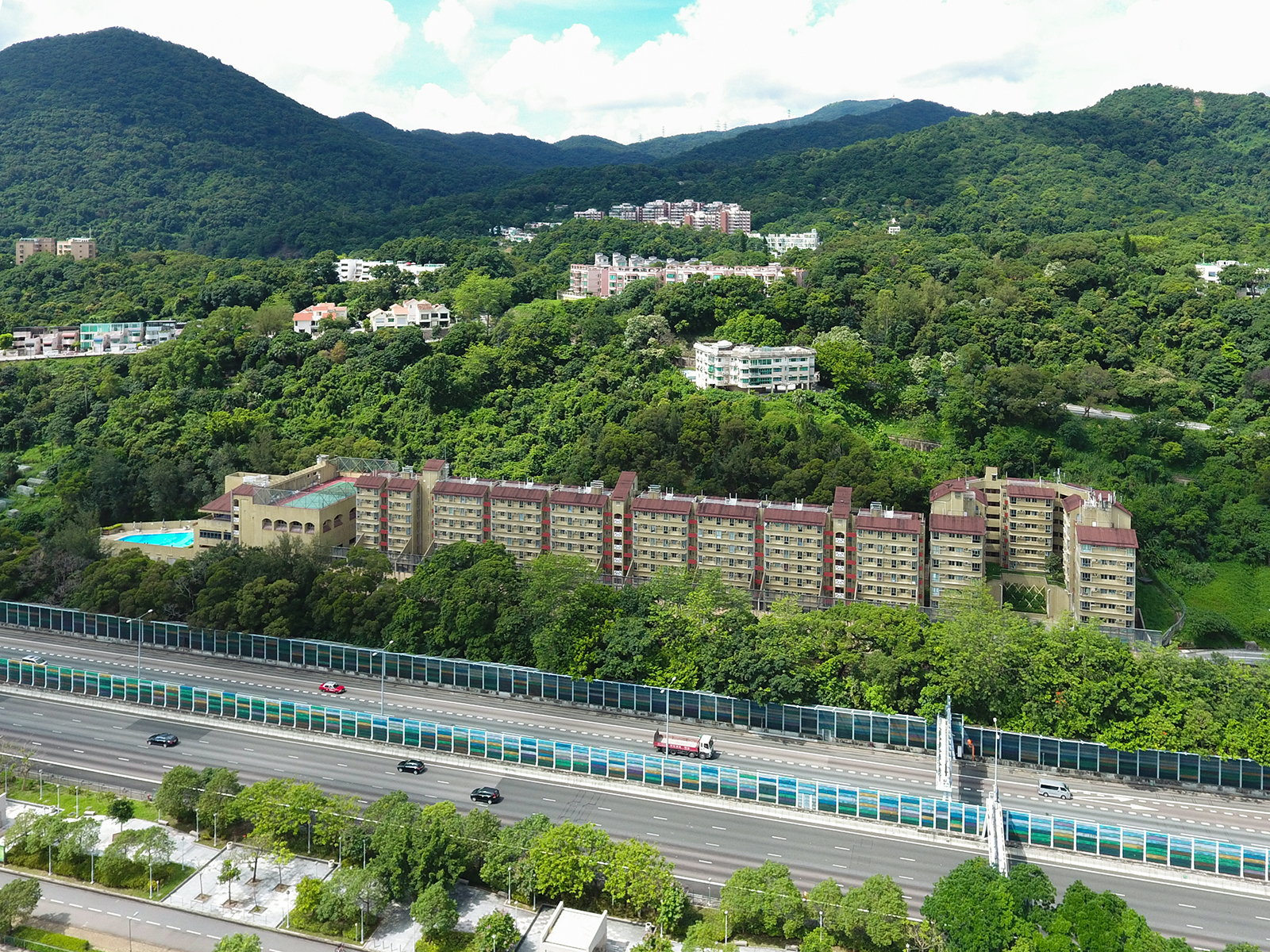
策誠軒

策誠軒（英語：Trackside Villas），是位於新界大埔區大埔滘的前九廣鐵路職員宿舍，位於前大埔滘站舊址，佔地13047平方米，其中11198平方米為住宅，香港鐵路東鐵線路軌旁，面對吐露港，於1988年連同兩個前宿舍發展項目一併批出，1991年落成，當時主要用作安置受前大圍及尖東九廣鐵路宿舍清拆影響的住戶，以及其他合資格九廣鐵路公司員工。現時前大圍九廣鐵路宿舍地皮已經重建成私人住宅文禮閣，另尖東康達徑宿舍地皮則於易手後，重建為新東海商業中心。
此宿舍由九廣鐵路公司及長江實業合作興建，興業建築師樓設計，於2007年兩鐵合併時移交予港鐵公司，並於2009年補簽地契。策誠軒由兩座6層高的紅色斜屋頂的住宅樓宇組成，共有252個住宅單位，設計上與附近郊野環境融為一體。其中U座全為3房2廳單位，每層10伙，全座樓共60伙，而I座則全為2房2廳單位，每層32伙，全座樓宇共192伙。
在運輸及房屋局轄下過渡性房屋專責小組的統籌及支援下，房協與港鐵簽訂協議，以五年期借用方式使用策誠軒，營運過渡性房屋。在關愛基金的資助下，房協在2020年5月展開單位翻新工程，及後已編配予合資格的申請人入住。此外，房協亦與社聯合作，將部分過渡性房屋單位透過社聯的「社會房屋共享計劃」租予有需要人士，並向有關住戶提供家庭支援服務。

## 會所
港鐵大埔滘員工會所也設於策誠軒內，會所設有停車場及康樂設施，包括泳池、網球場、室內運動場、健身室、壁球室、球室及兒童遊戲室；還有茶座、廚房及閒坐間等設施。

## 一度規劃改為興建豪宅
早在兩鐵於2007年合併前，已停止員工申請租用宿舍，加上有員工陸續搬走，令多個單位空置率據悉高逾五成，而會所設施長期處於丟空狀態，九廣鐵路車務員協會和港鐵工會批評港鐵浪費土地資源。立法會議員陳偉業質疑，港鐵乃希望待宿舍完全空置後，再於該處改為興建豪宅牟利。

## 改裝作過渡房屋
2019年4月，房協正與港鐵研究將目前155個空置的單位改作為過渡房屋，供輪候公屋3年或以上的家庭申請入住。但不考慮接受一人家庭申請。同時將耗資約6000萬元作翻新公共地方及住宅基本設備翻新工程，預料最快2019年第四季接受合資格人士申請，首批住戶最快可於2020年上半年租住，最長租期為5年。而現有住戶可繼續居於現址，但租務等事宜改由房協負責，而房協初步亦傾向將項目內會所關閉。